# Stadion CSKA w Kijowie
Stadion CSKA lub CSK ZSU (ukr. Стадіон ЦСКА (ЦСК ЗСУ - Центрального спортивного клубу Збройних Сил України)) – wielofunkcyjny stadion położony w ukraińskim mieście Kijów. 
Stadion CSKA w Kijowie został zbudowany w 1964. Po rekonstrukcji na stadionie ustanowiono oświetlenie. Rekonstruowany stadion może pomieścić 12 000 widzów. Domowa arena klubu CSKA Kijów.